# Orocharis nocticola
Orocharis nocticola är en insektsart som beskrevs av Otte, D. och Perez-Gelabert 2009. Orocharis nocticola ingår i släktet Orocharis, och familjen syrsor. Inga underarter finns listade i Catalogue of Life.